# Молчанов Август Дмитрович
Август Дмитрович Молчанов (25 серпня 1925, село Селіно, тепер Дмитрієвського району Курської області, Російська Федерація — після 21 січня 1971, місто Ленінград, тепер Санкт-Петербург, Російська Федерація) — радянський діяч, секретар партійного комітету Ленінградського електромашинобудівного об'єднання «Електросила» імені Кірова. Член Центральної Ревізійної Комісії КПРС у 1966—1971 роках.

## Життєпис
Народився в селянській родині. З 1941 по 1943 рік працював колгоспником.
У березні 1943 — 1950 року — у Червоній армії, учасник німецько-радянської війни. Служив мінометником, писарем старшим, командиром відділення 457-го мінометного батальйону 19-ї гвардійської механізованої бригади 1-го Українського та 1-го Білоруського фронтів.
У 1950—1961 роках — слюсар-складальник, контролер, електромонтер, майстер, старший майстер, заступник начальника цеху, начальник сектора відділу технічного контролю Ленінградського заводу «Електросила» імені Кірова.
Член КПРС з 1952 року.
У 1961 році закінчив Північно-Західний заочний політехнічний інститут.
У 1961—1962 роках — заступник секретаря, в 1962—1963 роках — секретар партійного комітету Ленінградського заводу «Електросила» імені Кірова.
У червні 1963—1971 роках — секретар партійного комітету Ленінградського електромашинобудівного об'єднання «Електросила» імені Кірова.
Помер у місті Ленінграді.

## Військові звання
- старший сержант
- гвардії старшина

## Нагороди
- орден Червоної Зірки (25.05.1945)
- орден Слави ІІІ ст. (27.03.1945)
- ордени
- медаль «За бойові заслуги» (26.02.1944)
- медаль «За визволення Варшави» (1945)
- медаль «За взяття Берліна» (1945)
- медаль «За перемогу над Німеччиною у Великій Вітчизняній війні 1941—1945 рр.» (1945)
- медалі